# Anne Elizabeth Baker
Anne Elizabeth Baker, född 16 juni 1786, död 22 april 1861, brittisk filolog och illustratör.
Hon var syster till historikern George Baker. Hon följde sin bror på hans många resor och var hans medarbetare, bland annat illustrerade hon hans arbeten. Under sina många resor i Northamptonshire samlade hon på sig material för sitt filologiska verk Glossary of Northamptonshire Words and Phrases, to which are added the customs of the county (2 band 1854) som när det kom ut var ett av de bästa lokala lexikonen.